# Monoleuca disconcolorata
Monoleuca disconcolorata is een vlinder uit de familie van de slakrupsvlinders (Limacodidae). De wetenschappelijke naam van de soort is voor het eerst geldig gepubliceerd in 1925 door Barnes & Benjamin.